# Kappa Scorpii
Kappa Scorpii (Girtab,  Scorpii) é uma estrela na direção da constelação de Scorpius. Possui uma ascensão reta de 17h 42m 29.28s e uma declinação de −39° 01′ 47.7″. Sua magnitude aparente é igual a 2.39. Considerando sua distância de 464 anos-luz em relação à Terra, sua magnitude absoluta é igual a −3.38. Pertence à classe espectral B1.5III.
Na Bandeira do Brasil, esta estrela representa o estado da Paraíba.